# Nénadkévichite
La nénadkévichite est une espèce minérale du groupe des silicates et du sous-groupe des cyclosilicates, de formule (Na,Ca,K)(Nb,Ti)Si2O6(O,OH),2H2O, pouvant présenter des traces d'aluminium, fer, manganèse, magnésium et baryum.

## Historique de la description et appellations

### Inventeur et étymologie
La nénadkévichite a été décrite en 1955 par M. V. Kuz'menko et M. E. Kazakova ; elle fut nommée ainsi en l'honneur de Konstantin Avtonomovich Nenadkevich (1880-1963), minéralogiste et géochimiste russe, au Musée minéralogique A. E. Fersman de Moscou, en Russie.

### Topotype
- Gisement ; Natrolite Stock (Pegmatite No. 61), Karnasurt Mt, Massif du Lovozero, Péninsule de Kola, Murmanskaja Oblast', Northern Region, Russie[2]
- Les échantillons ; Les échantillons de référence sont déposés au Mining Institute de St-Pétersbourg, ainsi qu'au Musée minéralogique A. E. Fersman de l'Académie des sciences de Russie, à Moscou.

## Caractéristiques physico-chimiques

### Cristallochimie
- La nénadkévichite forme une série avec la labuntsovite.
- Elle fait partie d'un groupe de minéraux isostructuraux : le groupe de la labuntsovite et plus précisément du sous-groupe de la nénadkévichite, qui regroupe les minéraux du groupe de la labuntsovite de système orthorhombique et de groupe d'espace Pbam.

Sous-Groupe de la Nénadkévichite
- Korobitsynite Na3(Ti,Nb)2[Si4O12](OH,O)2,3-4(H2O), Pbam; 2/m 2/m 2/m
- Nénadkévichite (Na,Ca,K)(Nb,Ti)Si2O6(O,OH),2H2O, Pbam; 2/m 2/m 2/m

### Cristallographie
- Paramètres de la maille conventionnelle: a = 7,408 Å, b = 14,198 Å, c = 7,148 Å, Z=4, V =51,82 Å3
- Densité calculée = 2,70-2,81

### Propriétés chimiques
Habitusde cristaux prismatiques pseudohexagonaux, pouvant atteindre 8 millimètres,
de cristaux tabulaires minces en groupes superposés ou en agrégats sphériques compacts.
ou encore sous forme foliée ou en masses lamellaires pouvant atteindre quelques centimètres de diamètre.

## Gîtes et gisements

### Gîtologie et minéraux associés
GîtologieLa nénadkévichite se trouve dans les pegmatites riches en natrolite et en albite, entre les cristaux de microcline, dans les néphélines et syénites, dans un massif alcalin (Massif du Lovozero, Russie)
Elle se trouve également dans les cavités des pegmatites d'un complexe alcalin gabbro-syénite intrusif (Mont Saint-Hilaire, Canada)
Minéraux associésaegirine, albite, amphiboles, analcime, ancylite, astrophyllite, bastnäésite, calcite, catapléite, chlorites, donnayite, elpidite, épididymite, eudialyte, fluorapatite, fluorite, hilairite, manganoneptunite, microcline, montérégianite, natrolite, polylithionite, pyrite, pyrochlore, rhodochrosite, rutile, sérandite, sphalérite, steacyite, yofortierite.

### Gisements producteurs de spécimens remarquables
- Canada

Carrière de Poudrette, Mont Saint-Hilaire, Rouville RCM, Montérégie, Québec
Carrière Demix-Varennes, Varennes & St-Amable, Lajemmerais, Montérégie, Québec
- États-Unis

Comté de Rockingham/ Comté d'Augusta, Virginie
- Groenland

Complexe Ilimaussaq, Narsaq, Kitaa
- Namibie

Carrières Aris  (Ariskop Quarry; Railway Quarry), Aris, Windhoek, District de Windhoek, Khomas
- Russie

Natrolite Stock (Pegmatite No. 61), Karnasurt Mt, Massif du Lovozero, Péninsule de Kola, Murmanskaja Oblast', Northern Region
Kirovskii apatite mine (Kirovsky Mine; Kirov Mine), Kukisvumchorr Mt, Massif des Khibiny, Péninsule de Kola, Oblast de Mourmansk, Région économique du Nord

## Galerie

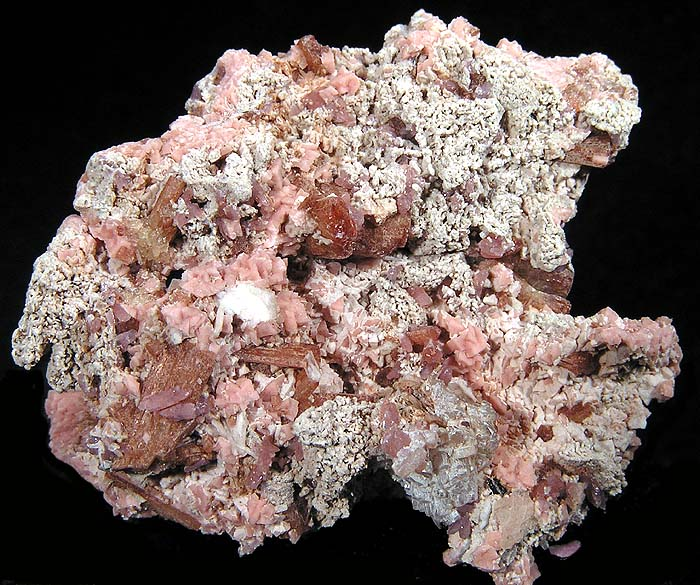
Carrière de la Poudrette au Québec, 4.4 x 3.4 x 2.0 cm
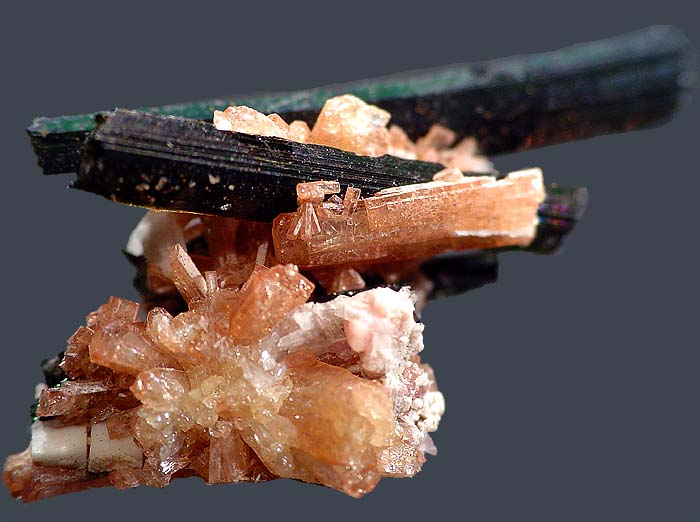
Nénadkévichite avec aegirine sur rhodochrosite, Carrière de la Poudrette, 1.6 x 1.0 x 0.9 cm
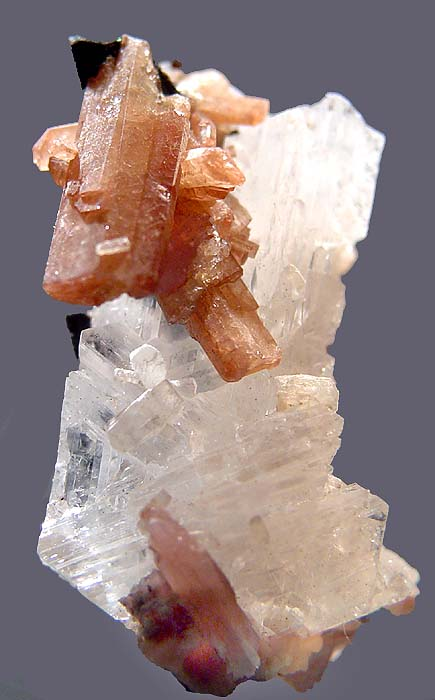
Nénadkévichite sur épididymite avec rhodochrosite, Carrière de la poudrette, 1.7 x 1 x 1 cm